# Santa Hermandad
Die Santa Hermandad, auch Hermandad General, war eine zentral geführte Polizei- und Militärorganisation, die von 1476 bis 1498 in den Reichen der Krone von Kastilien bestand.

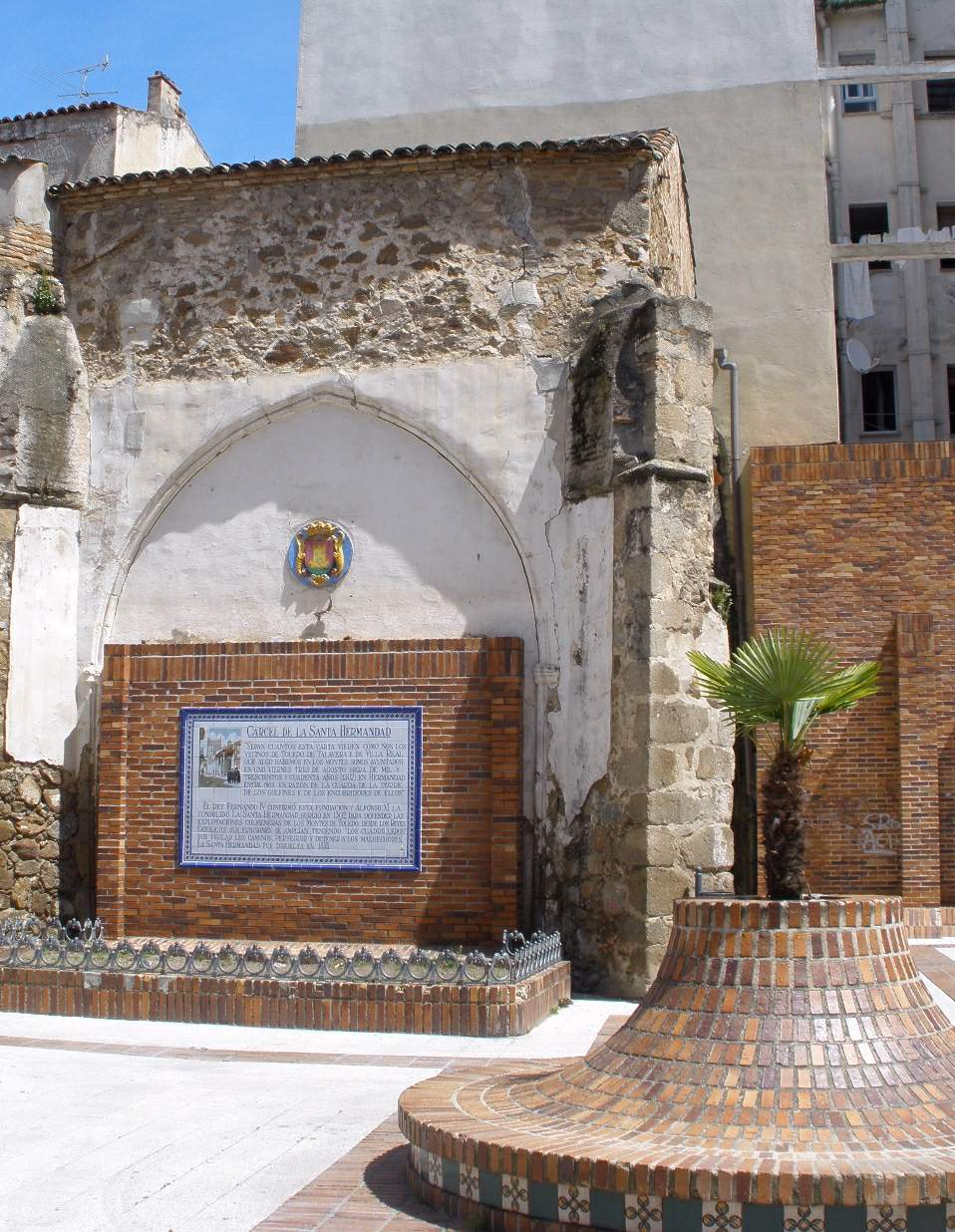
Reste des Gefängnisses der Santa Hermandad in Talavera de la Reina (Toledo)

## Vorläufer
Seit dem 13. Jahrhundert gab es in Kastilien durch die Städte unterhaltene bewaffnete Gruppen, die in den ländlichen Gebieten außerhalb der Städte und auf den Landstraßen gegen Straftäter vorgingen. Diese als Laienbruderschaften organisierten Gruppen bezeichnete man in Spanien als Hermandades.  Sie wurden durch die Städte finanziert. Einige Städte schlossen sich zu regionalen Verbänden zusammen, um sich gegenseitig Beistand leisten zu können.  Die Verdächtigen wurden vor den örtlichen Gerichten abgeurteilt. Einige Hermandades hatten dagegen auch eine eigene Gerichtsbarkeit, deren Urteile noch an Ort und Stelle vollstreckt wurden. In Aragón hatten diese örtlichen Gruppen bereits zu Beginn auch eine eigene Strafgerichtsbarkeit.
Heinrich IV. hatte bereits 1473  versucht, die örtlichen Hermandades in einer zentralen Organisation zusammenzufassen. Das wurde allerdings von Teilen des Adels verhindert, die in einer solchen Truppe eine zu große Stärkung der Macht des Königs sahen.

## Ziele
Die verschiedenen zu Beginn der Herrschaft der Katholischen Könige bestehenden Hermandades waren teilweise unterbesetzt, schlecht ausgestattet und ausgebildet und arbeiteten unkoordiniert.  Die zentrale Leitung der Santa Hermandad sollte durch die Einführung und Kontrolle von Qualitätsstandards die Sicherheit im Land wiederherstellen und erhalten. Die Santa Hermandad sollte gegen Straftäter außerhalb der Ortschaften, aber auch gegen unrechtmäßige Handlungen von Adligen vorgehen. Die katholischen Könige beabsichtigten darüber hinaus, mit der Gründung einer zentralen Organisation der Hermandades ein der Krone direkt unterstelltes stehendes Heer zu schaffen, ohne dafür auf die Bewilligung von Mitteln durch die Cortes angewiesen zu sein.

## Gründung
Die Cortes von Madrigal stimmten im April 1476 einem Vorschlag der Vertreter der Stadt Burgos zu, alle örtlichen Hermandades des Landes unter einer zentralen Leitung zusammenzuschließen. Die dafür benötigten Mittel sollen von den Städten durch eine Steuer auf den Warenverkauf aufgebracht werden, ohne dass weitere Beschlüsse der Cortes notwendig waren. Am 19. April 1476 erließen die katholischen Könige das „Ordenamiento de Madrigal“ (Anordnung von Madrigal). Das Ordenamiento legte in elf Kapiteln die genauen Einzelheiten bezüglich der Aufgaben, Zuständigkeiten, Organisation und Finanzierung fest.  Bereits bestehende örtliche Hermandades wurden häufig in die neue Organisation integriert.  Bei der ersten Versammlung der Vertreter der beteiligten Gemeinden am 1. August 1476 wurde die Santa Hermandad offiziell gegründet.  Alle drei Jahre sollte das Weiterbestehen unter den Bedingungen wie bei der Gründung, nicht durch die Cortes, sondern durch die Versammlung der Mitglieder der Hermandad (Consejo), verlängert werden.

## Organisation
Oberstes Beschlussorgan der Santa Hermandad war die Versammlung (Junta) aus Vertretern aller beteiligter Gemeinden. Oberstes Führungsorgan war der Rat (Consejo). Er setzte sich zusammen aus dem Vorsitzenden Lope de Ribas, Bischof von Cartagena, dem Schatzmeister (Tesorero) Alfonso Álvarez de Quintanilla, dem Verwalter (Provisor) Juan de Ortega und dem Oberbefehlshaber (Capitán general) Alfons von Aragonien und Escobar. Diese Mitglieder wurden von den katholischen Königen bestimmt. Jede der acht Provinzen schickte einen Vertreter in den Rat. Ab 1481 waren nur noch Vertreter von Burgos, Valladolid, Segovia und Madrid im Rat vertreten.
Das Land war in acht Verwaltungsprovinzen aufgeteilt (Burgos, Palencia, Salamanca, León, Valladolid, Zamora, Avila und Segovia) an deren Spitze jeweils ein Provinzhauptmann stand.
In den Gebieten der einzelnen Städte führte ein „Alcalde de Hermandad“ (Richter der Bruderschaft) die „Quadrilla“, eine Truppe aus meist berittenen Männern. In größeren Orten wurden zwei, in kleineren nur ein Alcalde halbjährlich oder jährlich von den Bürgern der Ortschaft gewählt. Die Alcaldes fungierten als Hauptmann der Truppe, aber auch als Richter. Die Urteile wurden meist an Ort und Stelle vollstreckt. Die Strafen waren in einem Katalog genau festgelegt. Die Provinzhauptmänner waren verpflichtet, die Tätigkeit der örtlichen Vertreter der Santa Hermandad zu kontrollieren.
Für je 100 Bürger stellten die Ortschaften einen Reiter der leichten Kavallerie (Jinete), für je 150 Bürger einen Reiter der schweren Kavallerie (Hombre de armas). Einige Gebiete, wie z. B. Asturien stellten nur Fußsoldaten.
Der Unterschied zwischen dem „Hombre de Armas“ und dem „Jinete“ bestand in der Bewaffnung. Der kastilische Hombre de Armas war mit einer eingelegten Lanze bewaffnet, die in eine am Sattel befestigten Halterung eingelegt war. Er trug einen Helm mit Visier sowie Brust- und Armpanzer. Der Jinete trug eine kurze Lanze, einen Lederschild und einen Dolch. Er hatte also eine erheblich höhere Bewegungsfreiheit.  Die Fußtruppen trugen eine weiße Tunika mit weiten Ärmeln und einem roten Kreuz auf der Brust und dem Rücken. Dazu trugen sie rote Strümpfe. Der Kopf wurde durch einen leichten Metallhelm geschützt. Sie waren mit einer Lanze oder einer Hellebarde und einem Schwert bewaffnet.

## Aufgaben

### Polizeiaufgaben
Die örtliche Zuständigkeit der Hermandades war begrenzt auf ländliche Bereiche und Ortschaften, in denen weniger als fünfzig Familien lebten. Bei der sachlichen Zuständigkeit gab es im Lauf der Zeit und örtlich bedingt einige Unterschiede: Tötungsdelikte, Körperverletzung Straßenraub, Vergewaltigung, Diebstahl, Brandstiftung, Zerstörung von Weinbergen und Ernten  waren immer Angelegenheit der Hermandades. Die Verfolgung anderer Straftaten wie z. B. Falschmünzerei oder der Verkauf unversteuerter Lebensmittel an Reisende gehörten nur zeitweise oder örtlich beschränkt zu den Aufgaben der Hermandades.

### Militärische Aufgaben
Während des kastilischen Erbfolgekrieges wurden vereinzelt Truppen der Hermandades eingesetzt, um zu verhindern, dass bewaffnete Adelige aus Andalusien sich mit ihrem Gefolge den Anhängern der Thronprätendentin Johanna bzw. den portugiesischen Invasoren anschließen konnten.
Bei einer Versammlung des Rates der Hermandad (Consejo), die die katholischen Könige 1483 nach Villa de Pinto einberufen hatten, wurde u. a. beschlossen, 8000 Männer nach Alhama zu schicken um die Stadt im Zusammenhang mit der Eroberung des Königreiches Granada vor maurischen Angriffen zu schützen.  Die jeweils zur Hälfte aus „Jinetes“ (leichte Kavallerie) und „Hombre de armas“ (schwere Kavallerie) bestehende Truppe spielte in der Strategie der Eroberung der befestigten Städte im Emirat Granada eine bedeutende Rolle.

## Auflösung
Im Juni 1498 verlängerte die Versammlung der Hermandad (Junta) den Bestand nicht wie bisher um weitere drei Jahre. Die zentrale Organisation und der militärische Teil, der nach der Eroberung Granadas kaum noch von Bedeutung war, wurden aufgelöst. Die einzelnen Hermandades arbeiteten meist mit örtlich begrenzten Absprachen weiter. Erst am 7. Mai 1835 wurde durch einen Erlass alle Hermandades aufgelöst. An ihre Stelle trat am 28. März 1844 die Guardia Civil.